# L'arbre et la forêt

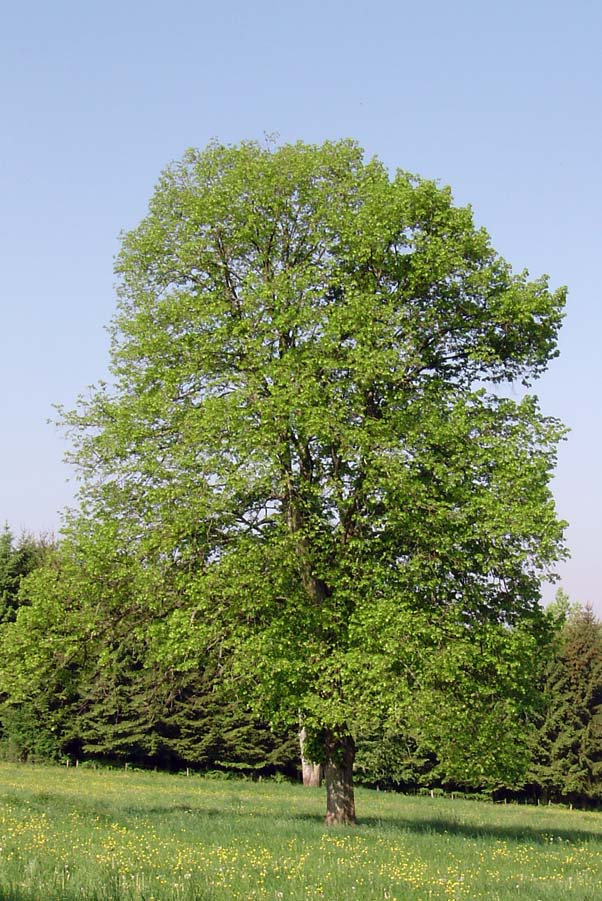
Albero e foresta

L'arbre et la forêt è un film del 2010 diretto da Olivier Ducastel e Jacques Martineau.
Il film è inedito in Italia.

## Trama
Da sessant'anni Frédérick gestisce un vivaio ma questo uomo anziano, oltre a coltivare semi e piante, custodisce un segreto. Gli unici a conoscere la verità sono sua moglie e il figlio maggiore. Quando il ragazzo muore, Frédérick decide finalmente di aprirsi e di ammettere quello che si porta dentro da tanti anni senza riuscire a raccontarlo. Quando aveva vent'anni, durante l'occupazione nazista della Francia, fu deportato nel campo di concentramento di Vorbruck-Schirmeck, a causa della sua omosessualità. Alla fine della Seconda Guerra Mondiale, Frédérick decise di sposarsi e di mettere su famiglia: solo in questo modo un uomo sfuggito all'orrore e alla morte può iniziare una nuova vita, sperando di poter dimenticare tutto...

## Produzione
Il budget del film è stato di 3,48 milioni di euro e le riprese sono durate otto settimane.

## Critica
Il film ha avuto in generale un riscontro positivo.
Jacques Mandelbaum di Le Monde promuove il film scrivendo che: "le film met en scène une tragédie intimiste, qui élargit le cercle des personnages, creuse la profondeur du temps, accuse la solitude des êtres". Jonathan Romney di Screen Daily ha valutato positivamente il film pur riconoscendo che "Ducastel and Martineau have made a film that is thoughtful and touched with grace, but occasionally plodding and literal".  Vincent Malausa dei Cahiers du cinéma è stato più freddo, criticando il fatto che i registi sono stati bloccati negli anni '90 sia nella sostanza che nella forma.